# Это не должно повториться
«Ты и твой товарищ» (нем. Du und mancher Kamerad) (в советском прокате — «Это не должно повториться») — документальный фильм 1963 года производства Восточной Германии режиссёров Андре Торндайка и Аннели Торндайка, является самым известным из фильмов пары Торндайков.
Фильм, показывающий связь и преемственность Третьего рейха и Западной Германии, был запрещён в Западной Германии и Великобритании.

## Создание
Фильм основан на обширной коллекции ранее неизвестных архивных материалов и кадров кинохроники. Создание фильма заняло два года, над ним работало около 50 человек под руководством режиссёров. В ходе исследования кинохроники для фильма было просмотрено 1,5 млн. метров пленки хронометражем более 910 часов при нормальной скорости воспроизведения, из которых в работу было взято около 300 тыс. метров плёнки, из которых в итоге было отобрано для фильма лишь  2848 метров плёнки на 104 минуты.

## Содержание
Документальные кадры, рассказывают о 60-летней истории Германии, начиная с 1890-х годов, уделяя особое внимание причинам и политической подоплеке обеих мировых войн, установливая связь между имперской Германией, правительством Веймарской республики и Третьим рейхом с правительством Западной Германии того времени (1950-е годы).
Одно из основных разоблачений фильма — деятельность Ханса Шпайделя, бывшего нацистского генерала вермахта, в годы войны начальника штаба группы армий «Юг» на Восточном фронте, в 1957 году ставшего командующим объединёнными сухопутными войсками НАТО в Центральной Европе.

О деятельности Шпайделя в период гитлеризма известно не очень много. Ещё меньше существовало известных документов об этом человеке. И всё же Трондайки взялись за работу над фильмом. Трудно сказать, в качестве кого выступают авторы кинокартины. В качестве ученых, исследователей, криминалистов, судей, экспертов или кинематографистов. В результате напряжённого труда и долгих исследований человечество увидело документы, рисующие образ грязного убийцы, предателя, палача, поставленного ныне во главе сухопутных войск НАТО в Европе. 

Два года напряженной работы закончились триумфальным успехом. Фильм «Это не должно повториться» демонстрировался в сорока двух странах мира. И только в Западную Германию этот фильм попал путем незаконным. Одна из копий картины была украдена… западно-германской контрразведкой.— журнал «Огонёк», 1959 год

## Награды
- 1956 — Национальная премия ГДР второго класса авторам фильма: режиссёрам и сценаристам, а также композитору.